# Кьо-Мару № 6
Кьо-Мару № 6 (Kyo Maru No. 6) — корабель, який під час Другої світової війни взяв участь у операціях японських збройних в Океанії.
«Кьо-Мару № 6» спорудили як китобійне судно в 1938 році на верфі Harima Shipbuilding and Engineering у Айой для компанії Kyokuyo Hogei.
В якийсь момент корабель реквізували для потреб Імперського флоту Японії та переобладнали у допоміжний мисливець за підводними човнами. На момент вступу Японії у Другу світову війну він належав до 65-го дивізіону мисливців за підводними човнами зі складу 6-ї військово-морської бази, що мала штаб на атолі Кваджелейн (Маршаллові острови).
Відомо, що 18–25 вересня 1943-го «Кьо-Мару № 6» взяв участь у супроводі конвою № 6188, що пройшов з Кваджелейну на атол Трук (головна японська база в Океанії у центральній частині Каролінських островів), а 30 вересня – 6 жовтня повернувся на Кваджелейн з конвоєм № 5291.
27 листопада 1943-го «Кьо-Мару № 6» сів на рифи атолу Наму (менш ніж сотня кілометрів на південний схід від Кваджалейна) та був втрачений.